# Бишофф, Джеймс
Джеймс Бишофф (англ. James L. Bischoff) — американский учёный. В настоящее время (с 2002) эмерит-геохимик Геологической службы США. Лауреат V. M. Goldschmidt Award (1999) — высшего отличия Геохимического общества (Geochemical Society).
Окончил Occidental College, где учился в 1958—1962 годах, со степенью бакалавра геологии. Степень доктора философии Ph.D. по геохимии получил в 1966 году в Калифорнийском университете в Беркли, где занимался в 1962—1966 годах, его диссертационная работа была посвящена изучению кинетики перехода арагонит-кальцит. В 1966-1968 годах постдок в Woods Hole Oceanographic Institution. В 1968—1974 годах ассоциированный профессор Университета Южной Калифорнии.
С 1974 года геохимик Геологической службы США, где в том же году основал программу морской химии, с 2002 года — эмерит. В 1990—1993 годах директор Geochemical Society, в котором состоит с 1969 года, фелло с 1999 года. Почётный ассоциированный профессор парижского Национального музея естественной истории (1987).
Действительный член Американского геофизического союза (1992, член 1974) и Geological Society of America (1994, член 1983). Почётный член Калифорнийской АН (1987). С 1974 года состоит в International Society for Water-Rock Interaction.
Удостоен медали Ханса Петтерссона Шведской АН (1999).